# Mordercze kuleczki II
Mordercze kuleczki II lub Phantasm: Mordercze kuleczki (ang. Phantasm II) – horror z 1988 roku, reżyserowany przez Dona Coscarelli'ego. Film nominowano do Saturn Award jako najlepsza charakteryzacja. Była to pierwsza część z serii wydana w Polsce.

## Obsada
- Angus Scrimm – The Tall Man/Wielkolud
- Reggie Bannister – Reggie
- James LeGros – Mike Pearson